# Chichicazapan
Chichicazapan är en ort i Mexiko.   Den ligger i kommunen Cuetzalan del Progreso och delstaten Puebla, i den sydöstra delen av landet, 180 km öster om huvudstaden Mexico City. Chichicazapan ligger 1 005 meter över havet och antalet invånare är 155.
Terrängen runt Chichicazapan är kuperad norrut, men söderut är den bergig. Runt Chichicazapan är det ganska tätbefolkat, med 179 invånare per kvadratkilometer. Närmaste större samhälle är Ciudad de Cuetzalan, 1,2 km nordväst om Chichicazapan. I omgivningarna runt Chichicazapan växer i huvudsak städsegrön lövskog.